# Abdul Shamsid-Deen
Abdul Rahman Shamsid-Deen (New York, 1º agosto 1968) è un ex cestista statunitense, professionista in Europa e in Sudamerica.
In precedenza noto come Jeffrey Cory Smith, a 12 anni ha cambiato ufficialmente nome data la conversione all'Islam..

## Carriera
È stato selezionato dai Seattle SuperSonics al secondo giro del Draft NBA 1990 (53ª scelta assoluta).

## Palmarès
- Campionato tedesco: 2

Bayer Leverkusen: 1993-94, 1994-95